# 측량
측량(測量, surveying, land surveying)은 지표면에 있는 모든 점의 관계 위치를 결정하고, 어떤 부분의 위치, 형상, 면적을 측정하여 이것을 도시하는 기술을 말한다. 측량술은 고대 문명의 발달에 필수적인 요소로 작용했으며, 5000년 이상의 매우 오랜 역사를 갖고 있으며, 주로 토지의 면적을 재거나, 강물의 범람을 예측하고, 건축물의 건축을 위해 발달해 왔고 이는 곧 기하학, 천문학의 발전에 공헌하였다. 중세 유럽에서는 삼각측량법이 발달하면서, 멀리 있는 물체까지의 거리를 보다 정확하게 잴 수 있는 방법이 개발되고, 이 방법은 천문 관찰과 지도 제작 등에 활발하게 사용된다. 오늘날의 측량술은 인공위성을 기반으로 한 GPS와 레이저를 이용한 보다 정확한 거리 측정, 그리고 다양한 용도에 맞게 만들어진 측량 프로그램 등을 포함한다.

## 측량의 정의[1]
측량은 지표면의 여러 점들간의 관계 위치를 결정하고 이를 수치나 도면으로 나타내며 이를 현지에 측설하는 것을 말한다. 다시 말해서 주변 환경에 대한 정보를 수집하고 수집된 데이터를 처리하는 일련의 과정도 포함한다. 우리나라의 측량법에서는 “측량이라 함은 토지 및 연안해역의 측량을 말하며 지도 및 연안해역기본도의 제작과 측량용사진의 촬영을 포함한다.”라고 정의하고 있다.
측량의 이론적이 배경이 되는 측지는 다음과 같이 분류되며 보통 측량이라고 하면 측지측량(geodetic surveying)과 평면측량을 말한다.
1. 지구측지학(global geodesy)
2. 측지측량(geodetic surveying)
3. 평면측량(plane surveying)

지구의 모습과형태를 결정하는 것을 주요 대상으로 하는 지구측지학(global geodesy)은, 그 결과와 인자를 사용하여 국가기준점의 측지좌표를 결정하기 때문에 측지측량(geodetic surveying)과 매우 밀접한 관계를 갖고 있다. 지구의 곡률을 고려하여 한 국가의network|측지망(geodetic network)]]을 구성하는 측지측량(geodetic surveying)은 삼각점, 수준점, 중력점 등의 성과가 국가기본도의 제작, 토지소유경계의 법정, 건설공사 등의 평면측량에 곧바로 이용되는 연관성을 갖고 있다.
높이 경우는 기준점으로부터의 고저차를 측정하게 되며 1차원의 문제이므로 평면측량(plane surveying)의 한 영역으로 고려하는 것이 보통이다. 다시 말해서 측량에서는 수평입치와 높이로 분리하여 위치를 결정하는 것이 일반적인 방법이다.

## 측량의 분류
위치결정을 위한 기본요소인 거리, 각, 고저차를 측정하는 것을 거리측량, 각측량, 수준측량이라 하며, 지형지물이나 인공물의 위치와 높이를 함께 표현하는 것을 지형측량이라 한다. 측량은 측량지역의 대소, 사용 기구, 측량 목적 등에 따라 다음과 같이 나눌 수 있다.

### 측량지역의 대소에 따른 분류
측량지역의 대소에 따라 측지측량과 평면측량으로 구분한다. 이때 사용되는 정도는 {\displaystyle {\frac {d-D}{D}}={\frac {1}{12}}\left({\frac {D}{r}}\right)^{2}}이다. d는 지표상 두 지점의 직선 거리이고, D는 곡선거리이며, r은 지구 평균 반경 6370km이다. {\displaystyle {\frac {d-D}{D}}}값이 10-6 이상인지 이하인지에 따라 측지측량과 평면측량을 구분한다.
평면측량(plane surveying)과 측지측량을 적용하는 범위에는 명확한 한계가 없으나 대체로 어느 지점을 중심으로 하여 반경 11km까지는 지구의 완곡을 무시하여도 좋으므로 면적 약 {\displaystyle 380km^{2}}까지의 지역은 평면으로 취급하여도 된다. 그러나 거리 3~4 km 이상인 지역(면적)에서는 이 지구곡률과 기상조건에 영향을 받게 되어 측정한 값을 기준면(평균해수면)이나 지도평면으로의 투영보정계산이 필요하게 되므로 이 경우를 측지측량(geodetic surveying)으로 취급할 수 있다.

#### 측지측량
측지측량(geodetic surveying)은 지구의 곡률을 고려한 정밀한 측량이어서 측량 지역이 넓은 곳에 사용되며 국가기준점인 측지기준점(삼각점, 수준점, 중력점 등)을 설정하기 위한 측량이다. 대지측량이라고도 한다.
측지측량은 다시 두 종류로 나눈다. 기하학적 측지학은 지구 및 천체에 대한 점들의 위치를 결정하는 것이고, 물리학적 측지학은 지구 내부 특성, 지구 형태, 운동을 측정하는 것이다.
- 기하학적 측지학
  - 측지학적 3차원 위치 결정
  - 길이, 시간 결정
  - 수평위치 결정
  - 높이 결정
  - 천문 측량
  - 위성측지
  - 하해측지
  - 면체적 측량
  - 지도제작(지도학)
  - 사진 측량

- 물리학적 측지학
  - 지구 형상 해석
  - 중력 측정
  - 지자기 측정
  - 탄성파 측정
  - 지구 극운동, 자전운동
  - 지각변동, 균형
  - 지구의 열
  - 대륙의 부동
  - 해양의 조류
  - 지구조석

#### 평면측량
지구는 회전타원체이지만, 측량의 범위가 좁을 때는 지표를 평면처럼 생각할 수 있다. 정확도 1/1,000,000 이하로 할 때, 반경 11km의 지역에서는 평면측량(plane surveying)을 할 수 있다. 소지측량이라고도 한다.

### 측량정확도에 의한 분류

#### 기준점측량(skeleton or control surveying)
측량은 그 목적에 따라 소요의 정확도를 얻도록 해야 한다. 광대한 지역을 측량하여 요구된 정확도를 갖도록 하려면 측량구역 전체를 덮도록 요소마다 측점을 설치하여 그 측점을 정밀하게 측량해야 하는데, 이것을 골조측량, 또는 기준점측량(skeleton or control surveying)이라고 한다. 기준점측량(skeleton or control surveying) 방법으로는 삼각측량, 삼변측량, 트래버스 측량, 수준측량 등이 있다.

#### 세부측량(detail surveying)
골조측량을 기준으로 하여 세부측량(detail surveying)을 하는데 세부측량(detail surveying) 은 정확도가 약간 떨어지는 한이 있더라도 능률과 경제성을 위주로 한다. 세부측량(detail surveying) 방법으로는 도해법과 수치법이 있다.

### 사용기구에 의한 분류
응용측량의 기본이 될 측량의 사용 기구 및 방법에 따라 다음과 같이 나눌 수 있다.

#### 체인측량(chain surveying)
체인, 헝겊, 테이프 등 주로 거리를 직접 측정하는 기구만을 사용하는 측량이다.

#### 트랜싯측량(transit surveying)
트랜싯, 데오돌라이트 등을 이용하여 주로 수평각 및 연직각을 측정한다.

#### 수준측량(leveling)
레벨 등을 사용하여 여러 점 사이의 높이 관계를 측정한다.

#### 평판측량(plane table surveying)

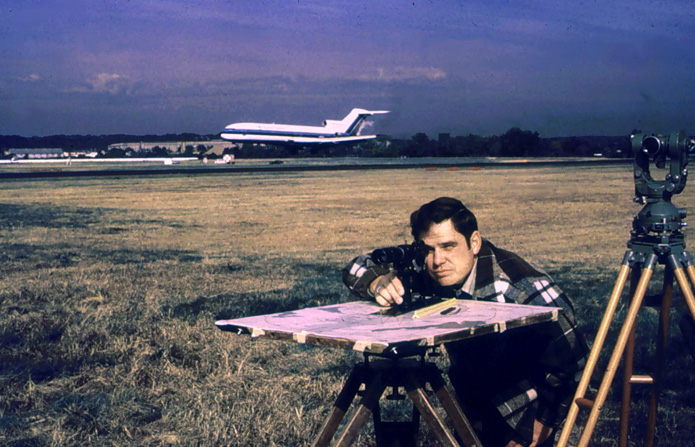
1960년대 초 한 공항에서 평판측량을 하고 있는 모습

평판을 사용하여 야외에서 측정과 동시에 제도한다.

#### 스타디아측량(stadia surveying)
트랜싯의 스타디아선을 사용하여 거리와 높이를 간접적으로 측정한다.

#### 트래버스측량(traverse surveying)
다각측량이라고도 하는데, 중소 지역의 골조측량에 많이 사용된다. 데오돌라이트 등으로 수평각을 관측하고, 강철테이프, 광파측거기 등으로 수평거리를 측정한다.

#### 삼각측량

A에서 B까지의 거리를 여러 삼각형들의 변의 길이와 각도를 앎으로써 계산해 낼 수 있다.

수평위치를 결정하는데 있어 가장 정밀한 측량방법으로 현재 광대한 지역의 골조측량에 사용되고 있다. 삼각측량은 삼각형을 구성하고 있는 여러 가지 요소중 한 변과 양 끝각과 같이 일부분의 크기를 알면 다른 삼각형의 구성요소들을 계산할 수 있다는 사실을 이용하는 것이다. 즉 따라서 측량할 지역에 적당한 크기의 삼각형 구성하고, 적어도 하나의 공통변을 가지는 삼각형들을 계속 작도해 나가면 각 삼각점의 위치를 정확히 측정할 수 있다. 삼각측량은 크게 지표 곡률을 무시하지 않고 계산을 하는 대삼각측량과 지표면을 평면으로 생각하고 하는 평면 삼각측량으로 나뉜다.

#### 사진측량(photogrammetry)
세부측량의 하나로서 공중이나 지상에서 사진으로 촬영하여 여러 가지 측량을 한다.

### 측량목적에 의한 분류
사용기구에 의한 분류에서 설명한 것이 기본이 될 측량법이라면 다음은 그것을 이용한 응용측량이라고 할 수 있다. 측량 목적에 따라 나누면 다음과 같다.

#### 지형도측량(topographic surveying)
지구표면의 지형, 지모, 지물 등을 측정하여, 지형도를 만들기 위한 측량이다.

#### 노선측량
노선측량(route surveying)이란 폭이 비교적 좁고 거리가 먼 선상구조물에 대한 측량을 말하며, 철도, 도로, 하천 등의 측량이 그것이다. 그 목적은 철도, 도로, 하천 등의 신설 및 개수의 계획과 공사에 필요한 도면을 만들기 위한 측량이다.

#### 하해측량(hydrographic surveying)
치수 및 이수에 관한 측량인데, 하천측량, 항만측량, 운하측량, 해양측량 등이 있다.

#### 시가지측량(city surveying)
도시계획 및 공사에 필요한 도면 및 자료를 얻기 위한 측량이다.

#### 터널측량(tunnel surveying)
터널 공사에 필요한 자료를 얻기 위한 측량이다.

#### 광산측량(mine surveying)
광산의 구역 및 광석의 매장량을 알고, 채굴 및 운반의 계획을 세우기 위한 측량이다.

#### 농지측량(farm surveying)
농지의 경계를 측정하고 면적을 계산 또는 분할하며, 고저 및 유량을 측정하여 관개, 배수공사에 필요한 자료를 얻기 위한 측량이다.

#### 삼림측량(forest surveying)
농지의 경계를 측정하고 면적을 계산 또는 분할하며, 고저 및 유랑을 측정하여 관개, 배수공사에 필요한 자료를 얻기 위한 측량이다.

#### 건축측량(architectural surveying)
건축물의 계획 및 설계의 자료를 얻고 공사시공의 기준을 설치하는 측량이다.

#### 지적측량(cadastral surveying)
토지의 위치, 경계, 면적, 종류 등을 알기 위한 측량이다.

#### 천문측량(astronomical surveying)
지구상의 점의 위치(경도, 위도)와 진북방향을 정하고, 천체간의 상호위치관계를 측정하는 측량이다.

### 측량법에 의한 분류
우리나라의 측량법에서는 측량을 기본측량, 공공측량, 그리고 일반측량으로 분류하여 규정하고 있다. 따라서 측량법에 의한 분류는 기본측량, 공공측량, 일반측량과 측량법에 규정 안 된 기타 측량으로 나눌 수 있다.

#### 기본측량
기본측량은 측량의 기초가 되는 측량으로서 건설부장관의 명을 받아 국립지리원장이 실시하는 것을 말한다.
측량의 기초가 되는 측량은 삼각점, 수준점, 천측점, 자기점, 중력점 등에 관한 국가기준점 측량이며, 지도 및 연안해역도 제작과 측량용 사진의 촬영 등 국가기준점 측량을 포함한다.

#### 공공측량
공공측량은 공공의 이해에 관계가 있는 측량으로서 기본측량 외의 측량 중 국가, 지방자치단체, 정부투자기관이 실시하는 측량을 말한다. 다만, 대통령령이 정하는 바에 따라 건설부장관이 지정하는 측량을 제외한다.
공공측량은 기본측량 또는 다른 공공측량의 측량성과를 기초로 하여 실시해야 하며, 공공측량의 계획기관이 공공측량을 실시하려 할 때는 건설부령에 정하는 기준에 따라 측량에 관한 작업규정을 작성하여 사전에 건설부장관의 승인을 받아야 한다.

#### 일반측량
기본측량 및 공공측량 이외의 측량을 말하며 법인 또는 개인이 계획하고 실시하는 측량이다. 여기에는 관계법령의 규정에 의하여 허가, 인가, 면허, 등록, 승인 등에 필요한 첨부도서를 작성하기 위한 측량이 포함된다.
그러나 공공의 이해에 중대한 관계가 있는 일반측량에 대해서는 공공측량에 준하는 측량으로 지정하여 공공측량을 따르도록 하고 있다. 다음은 공공측량으로 지정된 것이다.

- 면적이 {\displaystyle 1km^{2}}이상인 지역의 삼각측량, 지형측량 및 평면측량
- 노선길이가 {\displaystyle 10km} 이상인 수준측량, 트래버스 측량
- 국립지리원장이 발행하는 지도와 동일한 축적의 지도제작
- 면적이 {\displaystyle 1km^{2}}이상인 지역의 측량용 사진촬영
- 사설철도의 부설, 간척 및 매립사업에 수반되는 측량

#### 기타 측량
공공측량이나 일반측량에서 제외된 측량을 말하며 측량법에 저촉되지 않는 측량이다
- 국지적 측량 또는 고도의 정확도를 필요로 하지 않는 측량
- 지적법에 의한 지적측량
- 수로업무법에 의한 수로측량

## 같이 보기
- 삼각측량 (측량)

## 참고 문헌
- 이재기; 최석근; 박경식; 정성혁 (2013). 《측량학1》 2판. 형설출판사.
- 최용기; 박기용 (2015). 《토목기사 과년도 시리즈 - 측량학》. 성안당. ISBN 9788931568080.